# Səttar Əsədov
Səttar Məcid oğlu Əsədov (russisch Саттар Меджид оглы Асадов Sattar Medschid ogly Assadow bzw. Саттар Меджидович Асадов Sattar Medschidowitsch Assadow; * 15. März 1910 in Şuşa, Russisches Kaiserreich; † 11. Februar 1974 in Baku, AsSSR, UdSSR) war ein sowjetischer Zoologe mit dem Fachgebiet der Helminthologie (parasitäre Würmer).

## Leben und Leistungen
Səttar Əsədov begann 1934 sein Studium der Biologie an der biologischen Fakultät der Staatlichen Universität Aserbaidschan und schloss dieses daselbst im Jahre 1939 ab. Nachdem er noch ein Jahr an der Fakultät als Dozent verblieb, begann er 1940 seine Aspirantur am Institut für Zoologie der Akademie der Wissenschaften der AsSSR. 1945 verteidigte er seine Dissertation über die Biologie des Lanzettegels (Dicrocoelium lanceolatum, heute ein Synonym des Kleinen Leberegels (Dicrocoelium dendriticum)) als Auslöser der Dicrocoeliose bei Wiederkäuern.
Im Jahr 1945 wurde Əsədov zum Leiter des Labors für Helminthologie der Akademie der Wissenschaften der AsSSR ernannt, eine Stellung, die er bis zu seinem Tod innehatte. Die stellvertretende Leitung des Zoologischen Instituts Akademie der Wissenschaften der AsSSR übernahm Əsədov 1947 und wurde 1950 zum Direktor des Instituts ernannt, welche Stellung er bis 1960 bekleidete.
Bereits seit seiner Studienzeit stand Səttar Əsədov in Kontakt mit dem russischen Helminthologen Konstantin Iwanowitsch Skrjabin und war auf dessen Anraten zwischen 1954 und 1957 Doktorand am helminthologischen Labor der Akademie der Wissenschaften der UdSSR. 1961 erlangte er seinen Doktor der biologischen Wissenschaften über die ökologische und geographische Analyse der Helminthen-Fauna der UdSSR. Auch seine späteren Arbeiten beschäftigten sich vornehmlich mit der Ökologie und Geographie der Parasiten Aserbaidschans und den Maßnahmen zur Bekämpfung der durch diese ausgelösten Krankheiten von landwirtschaftlichen Nutztieren.
1962 wurde Əsədov zum korrespondierenden Mitglied der Akademie der Wissenschaften der AsSSR gewählt, als wirkliches Akademiemitglied wurde er 1968 ernannt.

## Werke (Auswahl)
- Главнейшие глистные болезни сельскохозяйственных животных в Азербайджане и меры борьбы с ними. Главнейшие глистные болезни сельскохозяйственных животных в Азербайджане и меры борьбы с ними. Баку 1951 (russisch, 52 S.).
- Гельминтофауна жвачных животных СССР и ее эколого-географический анализ. Изд-во Акад. наук АзССР, Баку 1960 (russisch, 511 S.).